# Anthaxia douquetteae
Anthaxia douquetteae es una especie de escarabajo del género Anthaxia, familia Buprestidae. Fue descrita científicamente por Descarpentries en 1969.